# Fuente del Cisne (Valladolid)
La fuente del Cisne es un monumento de la ciudad española de Valladolid.

## Descripción
La fuente está situada en el parque del Campo Grande de la ciudad española de Valladolid. Aparece descrita en el Compendio histórico-descriptivo y guía general de Valladolid (1922) de Casimiro González García-Valladolid con las siguientes palabras:

Fuente del Cisne. Lindo capricho formado por Sirenas y Delfines y un hermoso Cisne en el centro. Ocupa una de las plazoletas de los jardines del Campo Grande. Originariamente se la colocó en la glorieta de la plazuela de Poniente.
(González García-Valladolid, 1922, p. 100)